# ソル薬局の息子たち
『ソル薬局の息子たち』（ソルやっきょく の むすこたち、朝鮮語: ソルヤックッチプ アドゥルドゥル、ハングル: 솔약국집 아들들）は、韓国KBSにて2009年4月11日から10月11日まで放送されたテレビドラマ。全54話。

## 概要
KBS週末連続ドラマ (한국방송공사 주말연속극) 放送作品として製作。チョ・ジョンソンが脚本を担当し、イ・ジェサンが演出を担当した。
ソウル市内は恵化洞 (ヘファドン) の一角にある薬局一家の4人の息子たちの恋愛・結婚模様が作品のメインテーマ。韓国国内では初回放送で17.8%の視聴率を獲得した。放送後半の視聴率は平均で40%を超え、最終回では48.6%を獲得するヒット作となった。また4兄弟の長男役を演じたソン・ヒョンジュが2009年度KBS演技大賞で最優秀演技賞を、次男役のイ・ピルモおよび看護婦役のユソンがベストカップル賞を受賞した。

## あらすじ
恵化洞の一角にあるソル薬局一家には、中学生時代の初恋を引きずったまま40歳近くになった長男ジンプン、最高学府を出た優秀な医者なのに浮気者の次男テプン、優れた頭脳を持ちながら外見がやぼったい報道記者の三男ソンプン、そして手芸や刺繍、料理などを趣味とする末っ子の浪人生ミプンの4兄弟がある。母親オッキの悩みは息子たち、特にジンプンがこの年齢になっても結婚しない事であり、何とか彼を結婚させようとやっきとなっている。

### ジンプンとスジン
ジンプンはテプンの代わりに出席したお見合いの話がだめになり、その日の夜酔った状態で、壁に立て掛けられていた弟の経営する医院の看板に落書きをしていたところ、通りすがりの国際弁護士スジンに見つかってしまう。スジンは実はジンプンの初恋の相手ヘリムの義理の妹であった。乳癌を患っていたヘリムは治療の甲斐なく死去するが、その後もヘリムの子ども達の世話をしたなど一家との関わりが続くうち、ジンプンとスジンはお互いに惹かれあっていく。見合い相手の家庭科教師チョンヒとの結婚を強く薦める母親オッキの猛反対で、一時は離別するも、父親クァンホの取り成しもあって結婚、夫妻は2子 (1人は妊娠中) を儲ける。

### テプンとポクシル
実母の遺骨を墓地に納めるためにアメリカからやってきたジェニファー・キムは、墓地の管理人に恵化洞まで車で送ってもらい、偶然看護師募集の看板を見かけて面接を受け、ソル小児科の看護師キム・ボクシルとなった。院長テプンは彼女をこき使い、呼び方も「子犬」「キム看」と敬意のかけらもない。ボクシル/ジェニファーはテプンへの想いの故に耐えてきたが我慢の限界を超え、ある日辞表を出して姿を消し、実父ユンジュンの経営する病院の神経外科医として復帰した。ボクシル/ジェニファーがいなくなった事でテプンは意気消沈、医院をつぶしてしまったため紹介で病院の勤務医となる。ところがその病院はユンジュンの経営する病院であり、ユンジュンにはこき使われ、ボクシル/ジェニファーには冷たい態度を取られる。彼女は同僚で大学の先輩ヒョヌと共に、母校の長期研修でアメリカに行く事になっていたが、その予定をキャンセルし韓国に戻ってきた。傷心のテプンは済州島ヘ旅に出た挙句、徒歩で帰宅してボロボロの状態であったが、自宅で待っていたボクシル/ジェニファーと再会し結婚する。

### ソンプンとウンジ
ソンプンは勤務先の上司ヨンダルの娘でタレントのウンジとのお見合いをする事となったが、瀕死の熊の取材のためにお見合いをすっぽかしてしまう。謝罪に行って初めてウンジがヨンダルの娘だと知るが、何の約束もしないまま帰ってきてしまったため、その後顔を合わせる度に穏やかではない雰囲気に。ある日ウンジはヨーロッパ帰りのデザイナーチョンオクのファッションショーを見に行くが、彼女が自分の実母だと知り、以後家族との仲がぎくしゃくする。お互いを気遣い合ううちに交際に発展して結婚。1子を儲ける。

### ミプンとヨンチョル、スヒ
ミプンは兵役に行く友人ヨンチョルの娘ハナを預かる事となる。ハナは一旦母親スヒの元に戻るが、サウナに置き去りにされていたのをミプンが見つけて再びソル薬局一家の元へ。スヒは再びハナを引き取りに行くが、シヨルから病気が治るまで一家の元に滞在するように言われて居候となる。スヒはミプンの紹介で裁縫店でアルバイトを始め、下宿代も支払うようになった。ヨンチョルはミプンとスヒとの関係を誤解するが後スヒとの関係を修復させ、ミプンは大学に合格後兵役に就いた。

## キャスト

### ソン家 (ソル薬局一家)
| 役名                | 俳優             | 作品中の設定等 |
| ソン・シヨル        | ピョン・ヒボン   | ソン家の家長で4兄弟の祖父、薬剤師。ソル薬局の創立者で現在はジンブンに薬局を譲り隠居している。                                                                                 |
| ソン・グァンホ      | ペク・イルソプ   | 4兄弟の父、シヨルの息子で建設会社所長。 |
| ペ・オッキ (オクヒ) | ユン・ミラ       | 4兄弟の母、専業主婦。 |
| ソン・ジンプン      | ソン・ヒョンジュ | 長男 (S1) で薬剤師、ソル薬局の経営者。中学生時代以来、ヘリムへの恋心を忘れられずにいる。                                                                                      |
| ソン・デプン        | イ・ピルモ       | 次男 (S2) で小児科医師、ソル小児科院長。ソウル大学校医学部を卒業後開業。浮気性で女性関係が派手。                                                                              |
| ソン・ソンプン      | ハン・サンジン   | 三男 (S3) でKBC放送の社会部報道記者。あらゆる方面について豊富な知識を有するところから「歩くインターネット」との渾名を持つが、外見に気を遣わない。ポクシルに密かに恋している。 |
| ソン・ミプン        | チ・チャンウク   | 四男 (S4) で浪人生、予備校に通っている。3人の兄とは年齢が離れている。手芸や料理を趣味とし裁縫店の常連でもある。                                                               |

### イ家
| 役名                            | 俳優           | 作品中の設定等 |
| ブルース・リー (イ・ウォニョン) | チョ・ジヌン   | ヘリムの夫でスジンの兄。アメリカ帰りの整備士。朝鮮語の読み書きの師匠であるシヨルからは「ブルータス」と呼ばれている。 |
| キム・ヘリム                    | チェ・ジナ     | ブルータスの妻でジンプンの初恋の人。乳癌で死去。                                                                     |
| イ・スジン                      | パク・ソニョン | ブルータスの妹で弁護士。後ジンプンと結婚。                                                                           |
| イ・ソンジン                    | チョン・ジュニ | ブルータスとヘリムの息子。父親と共にシヨルから朝鮮語の読み書きを習っている。                                         |
| イ・マリ                        | チュ・ヘリン   | ブルータスとヘリムの娘。ジンプンになついている。                                                                     |

### オ家
| 役名             | 俳優           | 作品中の設定等                                                                  |
| オ・ヨンダル     | キム・ヨンゴン | ムンスクの夫でウンジの伯父/養父。放送局の局長でソンプンの上司。クァンホの友人。 |
| アン・ムンスク   | キム・ヘオク   | ヨンダルの妻でウンジの伯母/養母。                                               |
| ユン・ジョンオク | パン・ウンジン | ヨンダルの義妹 (実弟の妻) でウンジの実母。デザイナー。                          |
| オ・ウンジ       | ユ・ハナ       | ヨンダルとムンスクの養女で女優。後ソンプンと結婚。                              |

### その他
| 役名             | 俳優             | 作品中の設定等 |
| キム・ボクシル   | ユソン           | ソル小児科勤務の看護師でテプンからは「キム看」「子犬」呼ばわりされている。本名はジェニファー・キム。ユンジュンが交際相手の女性との間に儲けた娘で神経外科医であるが、素性を隠してソル小児科に勤務していた。後テプンと結婚。 |
| チェ・スヒ       | カン・ウンビ     | ヨンチョルの交際相手でハナの母親。ハナともどもソン家の居候となる。 |
| チョ・ミラン     | ハ・ジェスク     | オッキの姪で舞台女優。ソン家の居候でポクシルの友人。 |
| パク・ヨンチョル | キム・ドンヨン   | ミプンの友人。交際相手のスヒとの間にハナを儲ける。ハナをミプンに託して兵役のため軍に入隊。 |
| ハナ             |                  | ヨンチョルとスヒとの間に生まれた娘。ミプンが連れて来て以降ソン家で育てられる。 |
| ユン・ジョンヒ   | コ・ジョンミン   | ジンプンの見合い相手で家庭科教師。 |
| イ・ウンジョン   | イ・ドッキ       | クァンホとヨンダルの初恋の相手で美容師。夫と息子に先立たれ、ひとりで美容院を切り盛りしている。 |
| キム・ユンジュン | ユン・ジュサン   | ポクシル/ジェニファーとミヨンの父でテジン病院院長。 |
| ミギョン         |                  | ポクシル/ジェニファーの実母。故人。 |
| キム・ミヨン     | ソ・ヨンジュ     | ポクシル/ジェニファーの異母妹。 |
| パク・ヒョヌ     | ユン・ヨンジュン | ポクシル/ジェニファーの大学の先輩で病院での同僚。彼女をめぐってテプンと争う。 |

## 主題歌
- オープニングテーマ: Eru 愛のメロディ
- 挿入歌: Eru I'll Promise、愛を信じて

## 韓国国外での放送

### 日本
スカパー!系チャンネルであるKBS Worldにて2009年11月20日深夜0：30から放送された。WOWOWでは2010年3月22日から、BS朝日では2010年10月19日から放送された。

### 香港
民法局の亜州電視系列のATVホーム (本港台) およびHD ATV (亞洲高清台) にて2010年3月22日から同年6月25日まで放送された。「一屋叉燒的家庭」のタイトルが用いられた。

### 台湾
東森電視系チャンネルである東森綜合台 (東森綜合台) にて、2010年5月20日から同年8月6日まで放送された。放送時には「松藥局的兒子們」のタイトルが用いられた。

### ベトナム
国営放送局のVTV系チャンネルであるVTV3 (VTV3) にて2010年10月29日から放送された。Bốn chàng quý tử (「4人の若い息子たち」の意) がタイトルとして用いられた。